# تو زیبایی (ترانه)
«تو زیبایی» (به انگلیسی: You're Beautiful) تک‌آهنگی از خواننده/ترانه‌سرای اهل انگلستان جیمز بلانت است که در ۳۰ مه ۲۰۰۵ منتشر شد. این ترانه یکی از قطعه‌های اولین آلبوم استودیویی جیمز بلانت به‌نام بازگشت به بدلام (۲۰۰۴) است و در قالب سومین تک‌آهنگ آن آلبوم منتشر شد. «تو زیبایی» دربارهٔ یک عشق یک‌طرفه است.
این تک‌آهنگ در زمان انتشارش در ایتالیا، سوئد، فلاندرز، بریتانیا و نروژ شمارهٔ ۱ جدول‌های فروش موسیقی شد و در چارت‌های استرالیا، والونیا، دانمارک، لهستان، فرانسه، اتریش، آلمان و نیوزلند جزو ده ترانهٔ برتر بود.
برخلاف تصور عموم که این اثر را یک ترانهٔ ملایم عاشقانه می‌دانند، موضوع ترانه در مورد پسری است که در حالت نشئگی، دختری را در ایستگاه مترو دنبال می‌کند و این در حالیست که دوست‌پسر آن دختر هم همراه اوست. این اتفاقی‌ست که در واقعیت برای بلانت رخ داده‌است: یک‌بار که در متروی لندن بود، دوست دختر سابقش را با دوست پسر جدیدش دید. نگاه آن‌ها با هم تلاقی کرد اما فقط از کنار هم عبور کردند و بلانت به خانه رفت و در عرض چند دقیقه شعر «تو زیبایی» را نوشت. به گفتهٔ بلانت جملهٔ آغازین ترانه که می‌گوید «زندگی‌ام فوق‌العاده است» در واقع یک شوخی است و او آن زمان تحت تأثیر مخدری (که یادش نمی‌آید چه بوده) به‌شدت سرخوش بوده و دنیا را رنگارنگ و زیبا می‌دیده‌است.